# Política de terminació índia
La terminació índia fou una política respecte als amerindis dels Estats Units duta a terme pel govern federal entre mitjans de la dècada de 1940 fins a mitjans de la dècada de 1960. La creença era que fora millor que els nadius americans s'assimilessin com a individus en la societat nord-americana. Amb aquesta finalitat, el Congrés va proposar posar fi a la relació especial entre les tribus i el govern federal (termination). La intenció era concedir als nadius americans tots els drets i privilegis de la ciutadania, i reduir la seva dependència d'una burocràcia la mala gestió de la qual s'havia documentat.
En termes pràctics, la política va acabar amb el reconeixement del govern dels Estats Units de la sobirania de les tribus, de la tutela de les reserves índies, i l'exclusió dels indis de les lleis estatals. Els nadius americans havien d'estar subjectes a impostos estatals i federals, així com les lleis de les que havien estat prèviament exempts.

## Procés
La House concurrent resolution 108 de 1953 va anunciar la política federal de terminació i va demanar la immediata finalització de la relació federal amb els Menominee i Klamaths.
El Congrés va aprovar les lleis de terminació en una tribu per base tribal. La majoria d'aquests lleis incloïen la fi del reconeixement federal i tota l'ajuda federal que comportava ser tribus reconegudes federalment. Durant 1953-1964 el govern va rescindir el reconeixement d'un total de 109 tribus i bandes com a nacions dependents sobiranes. La població dels nadius americans que va renunciar a l'afiliació tribal va totalitzar més de 12.000 amerindis o el 3% de la població total indígena. Aproximadament 10.000 km² de terres en fideïcomís van perdre l'estatut que els protegia durant aquells anys. La majoria fou venuda per individus a persones no nadiues.
La terminació d'aquestes tribus va acabar relacions amb el govern federal i amb el reconeixement dels governs tribals i va acabar el reconeixement federal de la jurisdicció tribal sobre les seves terres. A més de posar fi als drets de les tribus com a nacions sobiranes, la política acabà el suport federal de la major part del programes de salut i educació, dels departaments de policia i de lluita contra incendis a disposició dels indis a les reserves. Donat el considerable aïllament geogràfic de moltes reserves i els problemes econòmics inherents, no moltes tribus tenien els fons per continuar aquests serveis després d'implementada la terminació. Les tribus seleccionades inicialment per a la terminació eren els grups considerats els més reeixits als Estats Units, en alguns casos, a causa dels recursos naturals controlats per les seves reserves. Poques tribus van poder lliurar batalles legals en un esforç, alguns amb èxit, per restablir el govern tribal i l'especial relació amb el govern federal dels Estats Units.
En aquest article s'explica el procés pel qual els natius d'Alaska evitaren la terminació i els efectes de l'Alaska Native Claims Settlement Act. El govern no veu als nadius d'Alaska diferents dels altres nadius americans. Els nadius d'Alaska perseveraren per conservar les seves terres, però també van patir conseqüències negatives. En el seu conjunt la terminació va tenir efectes duradors sobre els nadius americans i les polítiques utilitzades en la negociació.

## Legislació habilitada
El 1943 el Senat dels Estats Units encarregà un estudi de les condicions dels amerindis. S'hi indicava que les condicions de vida a les reserves eren extremadament pobres. Es va considerar que la culpa dels problemes preocupants la tenien la Bureau of Indian Affairs (BIA) i la seva burocràcia a causa de la mala gestió extrema. El Congrés va concloure que algunes tribus ja no necessitaven la protecció federal i estarien millor amb més independència, en lloc de tenir dependència i ser mal supervisats per la BIA. També pensaven que les tribus havien de formar part de la societat estatunidenca. Els objectius de la terminació incloïen l'alliberament dels amerindis de la dominació per la BIA, la derogació de les lleis que discriminaven els indis, i acabar la supervisió federal dels indis. El senador Arthur V. Watkins de Utah, el major defensor de la terminació, l'equiparava amb la Proclamació d'Emancipació, que havia declarat la llibertat de tots esclaus al territori dels Estats Confederats d'Amèrica.
En 1953 la Cambra de Representants dels Estats Units i el Senat anunciaren llur suport a la política de terminació, aprovant la House Concurrent Resolution 108:

### House Concurrent Resolution 108
La House Concurrent Resolution 108 de 1953 fou una declaració formal per part del Congrés dels Estats Units anunciant la política federal oficial de terminació. La resolució demanava el cessament immediat de les tribus confederades salish i kootenai de la Nació Flathead, klamath, menominee, potawatomi i banda Turtle Mountain d'indis chippewa, així com totes les tribus dels estats de Califòrnia, Nova York, Florida i Texas. La terminació d'una tribu significava la retirada immediata de tota ajuda federal, els serveis i la protecció, així com la fi de les reserves. Els membres individuals de les tribus terminades es convertirien en ciutadans de ple dret dels Estats Units i rebrien els beneficis i responsabilitats de qualsevol altre ciutadà dels Estats Units. La resolució també demana al Departament de l'Interior dels Estats Units trobar ràpidament més tribus que semblaven preparafrs per a la terminació en un futur pròxim.

### Llei Pública 280
La Llei Pública 280, aprovada el 1953, va donar als governs estatals la facultat d'assumir la jurisdicció sobre les reserves índies que prèviament havien estat exclosrs de la jurisdicció de l'Estat. Immediatament es va concedir la jurisdicció penal i civil estatal sobre les poblacions indígenes a Califòrnia, Nebraska, Minnesota, Oregon i Wisconsin. Clàusules especials impediren que aquesta llei fos invocada a la reserva índia de Red Lake a Minnesota i a la reserva índia de Warm Springs a Oregon. Després de ser admès com a estat el 1958, Alaska es va afegir a la llista d'estats amb cobertura on la terminació seria la meta. La Llei Pública 280 també va permetre que qualsevol estat assumís la competència en terres índies per estatut o una esmena a la constitució estatal. Aquesta llei no va satisfer ni als estats ni als nadius americans: els primers perquè tenien noves responsabilitats sense cap augment de finançament per donar suport al personal i material, els darrers pel fet que estaven subjectes a noves lleis.
El principal efecte de la Llei Pública 280 fou interrompre la relació entre el govern federal i les tribus índies. Anteriorment les tribus havien estat regulades directament pel govern federal. En Worcester v. Georgia (1832) el Tribunal Suprem havia dictaminat que les lleis estatals no podien fer-se valer en territori indi. Si bé això conserva una mena de sobirania i independència per a les tribus en reserves, en altres aspectes depenien d'una burocràcia complexa per als serveis.

## Terminacions de la relació especial
Es van aprovar lleis de terminació que afectaven a determinades tribus o grups de tribus a causa de circumstàncies especials. Van seguir les polítiques bàsiques de terminació, però de vegades tenia petites variacions.

### Llei de Terminació Menominee
El 1954 el Congrés va aprovar la Llei de Terminació Menominee, posant fi a la relació especial entre la tribu menominee de Wisconsin i el govern federal.
Aquesta llei era única, ja que deixa fora la terminació de la caça i els drets de pesca menominee. L'estat de Wisconsin va tractar de sotmetre a la tribu menominee a les regulacions de caça i pesca de l'estat, incloent les obtencions dels permisos per a la caça. Quan la tribu va presentar una demanda contra l'Estat per defensar els seus drets en virtut de tractats, el Tribunal Suprem de Wisconsin va ratificar aquestes regulacions. Van resoldre que el Congrés havia derogat tots els drets de pesca i caça menominee en aprovar la Llei de Terminació Menominee.
La tribu va apel·lar al Tribunal Suprem dels Estats Units el 1968 a Menominee Tribe v. United States. La Cort Suprema dels EUA va trobar que la terminació d'una tribu no abrogava els drets dels tractats llevat que hagués intenció legislativa específica per fer-ho. Els drets de cacera i pesca dels menominees quedaven garantits pel tractat de Wolf River de 1854. Atès que la Llei de Terminació de Menominee no feia esment d'aquests drets de caça i pesca per tractat, la Cort Suprema dels Estats Units va trobar que els drets dels tractats no havien estat abrogats i van determinar que els menominee encara tenien dret als seus drets de caça i pesca tradicionals lliures del control estatal.
El Tribunal Suprem de Wisconsin havia anat en contra de la Llei Pública 280 quan va negar als menominee llurs drets de caça i pesca (124 N.W.2d 41, 1963). La Llei Pública 280 estableix explícitament que "Res en aquesta secció ... privarà qualsevol indi o qualsevol tribu indígena, grup o comunitat de qualsevol dret, privilegi o immunitat garantida en virtut de tractat federal, acord o estatut pel que fa a la caça, captura d'animals, o pesca o el control, atorgament de llicències, o la seva regulació." Aquests procediments mostren que mentre que l'abrogació dels tractats federals és legal (sota Lone Wolf v. Hitchcock), la intenció del Congrés en derogar aquests tractats no pot deduir-se, ha de ser explícita. Llevat que siguin derogats expressament pel Congrés, els drets dels tractats segueixen en vigor ja sigui en una tribu terminada o no.

### Llei de Terminació Klamath
La tribu klamath d'Oregon fou terminada sota la Llei de Terminació Klamath, o Llei Pública 587, promulgada el 13 d'agost de 1954. Amb aquesta llei tota la supervisió federal sobre la reserva índia Klamath, així com l'ajuda federal proporcionada a causa del seu estatus especial com a indis, es va donar per acabada. La legislació requeria que cada membre de la tribu escollís entre seguir sent membre de la tribu o retirar-se i rebre un pagament monetari pel valor de l'acció individual de la terra tribal.
Els que es van quedar es van convertir en membres d'un pla de gestió de la tribu. Aquest pla es va convertir en una relació de confiança entre els membres tribals i el Banc Nacional dels Estats Units a Portland, Oregon.
Dels 2.133 membres de la tribu Klamath en el temps de la terminació, 1.660 decidiren retirar-se de la tribu i acceptar pagaments individuals de terres.
La terminació va conduir a demandes judicials, com a individus els indis klamath van lluitar per preservar els drets de caça i de pesca pels tractats. Cinc indis klamath que s'havien retirat de la tribu després de la Llei Pública 587 van afirmar que conservaven els drets de caça i pesca garantits a la tribu Klamath pel Tractat de 16 d'octubre de 1854. Després que un tribunal de districte dels Estats Units va fallar en contra d'ells, es va presentar una apel·lació sota Kimball v. Callahan.
Sobre la base d'un raonament semblant al de Menominee v. United States, el Tribunal d'Apel·lacions de Districte del Circuit Novè va trobar que, donat que la Llei de Terminació Klamath no abrogava específicament els drets de caça i pesca klamath, aquests drets es mantenien. El tribunal va analitzar l'estipulació en la Llei Pública 280, declarant que cap Estat podria privar una tribu indígena (o membres individuals) dels drets de caça i pesca garantits per tractat federal.

### Llei de Terminació Índia d'Oregon Occidental
La Llei de Terminació Índia d'Oregon Occidental o Llei Pública 588, fou aprovada l'agost de 1954. Fa una crida per a la terminació de la supervisió federal sobre el fideïcomís i la propietat restringida de nombroses bandes de nadius americans i tribus petites, totes elles situades a l'oest de les Muntanyes Cascade a Oregon.
La llei també va demanar la disposició dels béns de propietat federal que s'havien comprat per a l'administració dels assumptes indígenes, i per a la terminació dels serveis federals que aquests indis rebien de conformitat amb el reconeixement federal. Les estipulacions en aquesta llei eren similars a les de la majoria de lleis de terminació. La Llei de Terminació Índia d'Oregon Occidental era única pel fet del nombre de tribus que es veu afectada. En total, 61 tribus a l'oest d'Oregon foren terminades. Aquest total de tribus aplega més que el total dels que van ser terminats sota totes les lleis individuals.

### Llei de Terminació de Ranxeries de Califòrnia
El 1958 el Congrés va aprovar la Llei de Terminació de Ranxeries de Califòrnia, Llei Pública 85-671 (Plantilla:USStat). La Llei apel·lava a la distribució de les 41 ranxeries, terres comunals i actius dels membres individuals de la tribu. Es va reclamar un pla "per a la distribució als indis individuals dels actius de la reserva o ranxeria, incloent l'assignat i les terres no assignades o per a la venda d'aquests actius i distribuir el producte de la venda o transmissió d'aquests actius a una societat o una altra entitat jurídica organitzada o dissenyada pel grup, o per a conveniència d'aquests actius al grup, com tinents en comú".
Abans que la terra podria ser distribuïda, la llei va convocar una enquesta governamental de la terra en la ranxeria. El govern es va veure obligat a millorar o construir totes les carreteres que servien a la ranxeria, per instal·lar o rehabilitar el reg, el sanejament i els sistemes d'aigua per a ús domèstic, i per a l'intercanvi de terres en fideïcomís per a la ranxeria. Tots els indis que van rebre una part dels actius no eren elegibles per rebre cap més servei federal prestat a ells en funció de la seva condició d'indis.
En 1957-1958 una investigació del Comitè Provisional del Senat estatal va revelar que s'havia fet poc per preparar les reserves indígenes per a la terminació. En 1958 va ser promulgada la Llei de Terminació de les Ranxeries. En 1964 fou aprovada una esmena a la Llei de Terminació de Ranxeries de Califòrnia (Plantilla:USStat), terminant les terres addicionals a la ranxeria.

## Figures polítiques

### Figures legislatives

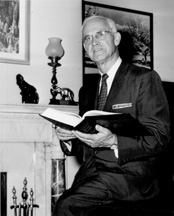
El senador republicà de Utah Arthur Watkins fou el congressista en cao proponent de la terminació índia

Alguns dels principals partidaris del moviment de terminació foren funcionaris polítics de l'administració republicana: el Secretari de l'Interior Douglas McKay, el subsecretari de l'Interior Orme Lewis, i el comissionat de la BIA Glenn L. Emmons. El senador republicà Arthur Watkins de Utah va ser el principal defensor al Congrés de la terminació ameríndia. Els congressistes amb interessos rebien instruccions d'ell en relació amb els afers indis. Watkins representava els interessos dels qui volien prendre el control de les terres índies.
Arthur Watkins es va convertir en senador el 1946 i ràpidament fou molt respectat. Va ser considerat aïllacionista i antiobrer. També va ser conegut per la seva determinació i va presidir el Comitè Selecte del Senat que va censurar el senador Joseph McCarthy. Encara que la política de terminació tenia nombrosos defectes, Watkins creia que era la millor opció per als indis.
"Potser perquè creia que l'assentiment tribal era superflu i va posar en dubte la validesa dels tractats amb els indis, el senador Watkins va recórrer a tàctiques de mà dura en l'impuls cap a la terminació. Va donar testimonis de seguretat enganyoses i informació errònia en relació amb la intenció del Congrés. Va fer preguntes capcioses als testimonis de la BIA per tal de crear una imatge optimista de la competència dels amerindis per a la terminació".
Watkins va desenvolupar les seves idees des de fora de la situació, independentment de parlar amb els nadius americans. Tenia poques relacions personals amb ells i no havia realitzat audiències per conèixer les seves opinions. No va ser fins a febrer de 1954 quan el senador Watkins i el representant republicà a la Cambra E. Y. Berry de Dakota del Sud celebraren audiències conjuntes del subcomitè conjuntes Senat-Cambra. La seva intenció era accelerar el procés de terminació. La primera audiència va ser durant sis tribus paiute del sud i xoixons a Utah. Després de dos mesos d'audiències, el Congrés va aprovar la Llei de Terminació dels Paiute del Sud. També foren inclosos en la primera sèrie d'audiències els menominee de Wisconsin i la tribu Klamath d'Oregon, que també van ser dues de les més grans tribus proposades per a la terminació.
Quan el senador Watkins va anar a la reserva Menominee per a obtenir el consentiment de la tribu els va dir que creia que la terminació de la tribu era inevitable. Els menominee votarrn aclaparadorament a favor de la terminació. Watkins va ser conegut per ser "especialment ferm amb testimonis tribals. Els menominee va poder veure que el president era inflexible." Ells creien que no tenien més remei que acceptar la terminació.
Un aspecte inusual de l'audiència de terminació de la tribu Klamath era que E. Morgan Pryse, el director de l'àrea de Portland (Oregon) de la BIA va testificar contra la terminació. Va declarar que el procés podia posar la propietat de la terra Klamath en risc, perquè sabia que els individus estarien pressionats a vendre les seves terres. La majoria de persones afiliades amb la BIA es van entendre a afavorir de la terminació.

### Figures tribals

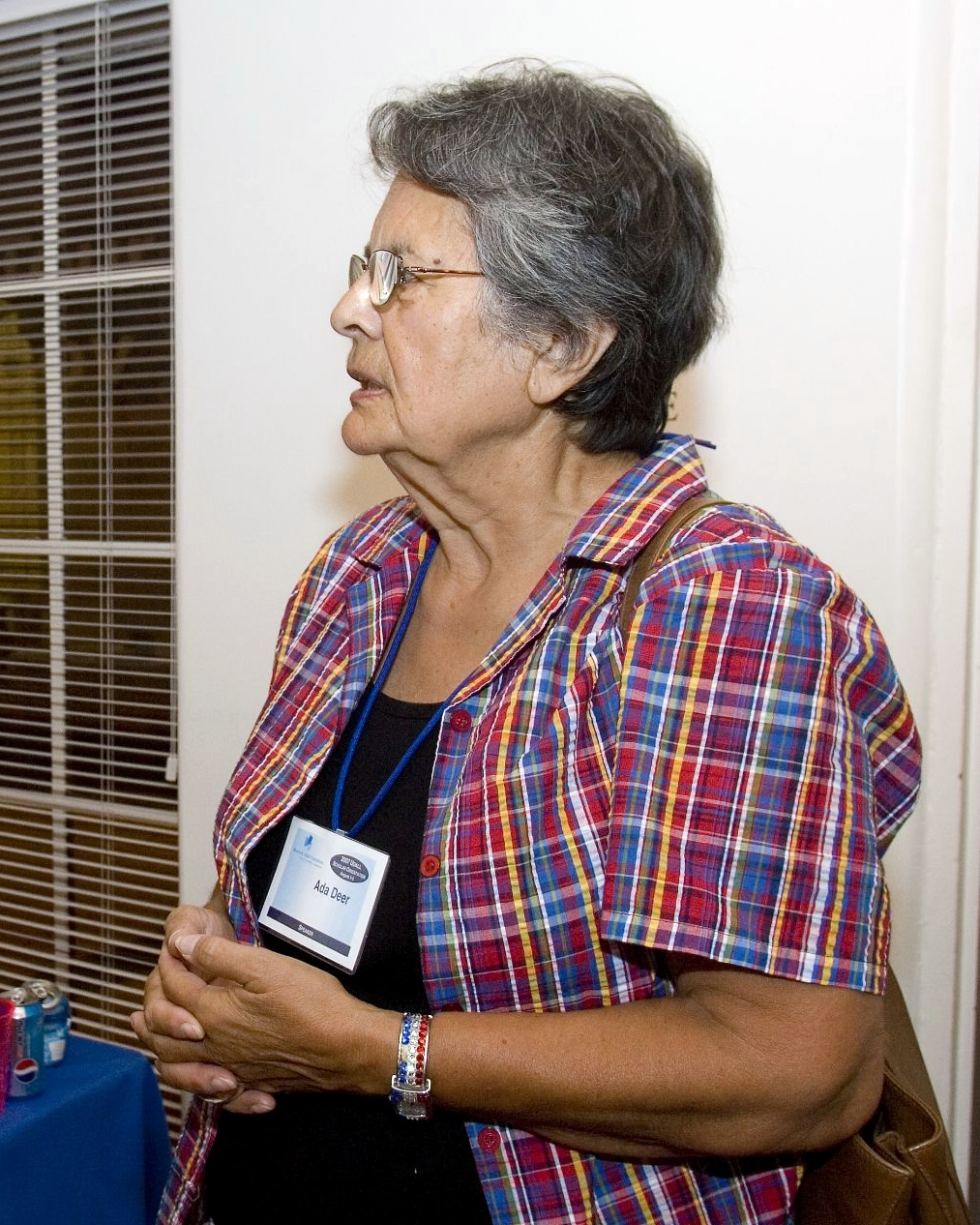
Ada Deer no era partidària de la terminació.

Diversos líders tribals van exercir un paper important en el procés de terminació, incloent el cap choctaw Harry J. W. Belvin. Belvin va pressionar fortament per la terminació choctaw, el que va contribuir que la tribu fos una de les 109 programades per a la terminació. La data de vigència del programa es va retardar tres vegades, i la llei de terminació va ser derogada el 1970, després d'un altre canvi en la política. Molts dels membres més joves de la tribu choctaw es van oposar a la terminació i va cridar l'atenció de Belvin. El 1970 Belvin s'havia apartat del suport a la terminació i defensà la seva derogació.
Ada Deer va ser instrumental en la reversió de la terminació. Era una líder en la recuperació de l'estatut tribal per als menominee. Deer i altres líders menominees líders creien que "només la derogació de la Llei de terminació, la devolució de la terra al seu estat de fideïcomís, i el ple reconeixement de la tribu i la seva autoritat sobirana podia corregir els errors contra el seu poble i la seva terra." Ada Deer s'enfrontà a una forta oposició per part del president de la Comissió d'Interior de la Cambra Wayne Aspinall, que havia estat un partidari de la terminació molt temps. El projecte de llei Menominee per revertir la terminació havia de supervisar-la el seu comitè. El treball de Deer es va veure recompensat quan Aspinall va perdre les primàries demòcrates a Colorado el 1972 i, per tant, va perdre la presidència del comitè.
En 1973 els congressistes Lloyd Meeds i Manuel Lujan celebraren audiències a la Cambra. La Llei de Restauració dels Menominee es va moure ràpidament pel Congrés, i el president Richard Nixon la va signar el desembre de 1973. El 1975 la restauració va ser completa quan el secretari de l'Interior Rogers Morton va celebrar una cerimònia quan va signar els documents que dissolien Menominee Enterprises, Incorporated. Va tornar totes les terres menominee novament a la tribu. El treball d'Ada Deer per revertir la terminació menominee va tenir èxit.
James White treballà amb Ada Deer per ajudar a aconseguir la reversió de la terminació. White va ajudar a fundar l'organització coneguda com a Determination of Rights and Unity for Menominee Stockholders (DRUMS) en 1970. Els membres de DRUMS protestaren enèrgicament el desenvolupament del projecte Legend Lake i proposaren els seus propis candidats per a l'elecció al consell de direcció de Menominee Enterprises, Inc. DRUMS va aconseguir bloquejar el desenvolupament del projecte Legend Lake i controlar la majoria del consell de la MEI el 1972. Endemés, el treball de White amb DRUMS va contribuir a la reversió de la terminació menominee.

## Efectes
Durant 1953-1964, 109 tribus foren terminades, aproximadament 1.365.801 acres (5.527 km²) de terra tribal van perdre l'estatut que les protegia, i uns 13.263 amerindis van perdre llur afiliació tribal. Com a resultat de la terminació es va posar fi a la relació fiduciària federal especial dels indígenes amb el govern federal, van ser sotmesos a les lleis estatals, i les seves terres van ser convertides en propietat privada.
Les tribus van desaprovar la Llei Pública 280, ja que no els agradava que els estats tinguessin jurisdicció sense el consentiment de la tribu. Els governs estatals també va desaprovar la llei, ja que no volien assumir la jurisdicció per a les àrees addicionals sense finançament addicional. En conseqüència, es van aprovar esmenes addicionals a la Llei Pública 280 per requerir el consentiment tribal en l'aplicació de la llei. El 3 de maig de 1958 es va fundar el Consell Intertribal de Califòrnia (ITCC) en resposta a les pressions de la terminació i d'altres qüestions.
Molts acadèmics creuen que la política de terminació va tenir efectes devastadors sobre l'autonomia tribal, la cultura i el benestar econòmic. Les terres que pertanyien als amerindis, riques en recursos, quedaren en mans del govern federal. La política de terminació va tenir efectes desastrosos per als menominee (situats a Wisconsin) i els klamaths (situats a Oregon), forçant a molts dels membres d'ambdues tribus a dependre de l'assistència pública.
La terminació va tenir un efecte devastador en la sanitat i l'educació dels indígenes, juntament amb l'estabilitat econòmica de les tribus. Juntament amb la fi del control federal sobre la terra va arribar el final de molts dels serveis federals que incloïen l'educació i l'atenció de la salut.

### Educació
Pel 1972 la terminació havia afectat clarament l'educació de les tribus. Hi va haver una taxa d'absentisme escolar del 75 per cent a la tribu menominee, el que va donar lloc a una generació de nens menominee que només tenien una educació de novè grau. Les tribus van perdre el suport federal per a les escoles i s'esperava que els estats assumiddin el paper de l'educació dels nens amerindis. Els nens menominee, per exemple, ja no tenien les seves pròpies escoles tribals i foren objecte de discriminació a les escoles públiques. El programa d'educació menominee es va convertir en una part del Districte Escolar Conjunt Núm. 8. Els nens més petits encara podien assistir a les escoles properes a casa, però els estudiants de secundària haver de viatjar o bé a Gresham (Wisconsin), o bé a Shawano per anar a escola. Totes les tribus terminades s'enfrontaren a noves polítiques d'educació, el que va donar als nens menors oportunitats educatives que no eren tan bones com les que rebien els blancs.
La idea de la terminació era restaurar la sobirania completa als Estats Units i fomentar l'assimilació en una societat moderna i individualista, en lloc d'una mentalitat tribal salvatge. El 1966 es va comparar els resultats en la prova d'habilitats bàsiques a Iowa dels estudiants de 3r i 6è grau de Keshena i Neopit amb les de la resta de llur districte escolar (Joint School District Núm. 8). El districte escolar tenia una qualificació composta pels alumnes de tercer i sisè de 82 per cent i 60 per cent respectivament. No obstant això, les dues escoles compostes en la seva majoria d'estudiants amerindis van tenir puntuacions molt més baixes. Les puntuacions de Keshena en aquesta mateixa prova van ser d'aproximadament un 13 per cent per als estudiants de 3r grau i un 17 per cent per als alumnes de 6è grau, mentre que Neopit van ser el 15 per cent dels estudiants de 3r grau i el 8 per cent dels alumnes de 6è grau. A partir d'aquests resultats es pot observar que l'educació no va millorar quan es va produir la terminació i el nivell d'educació dels amerindis no era pas com la dels blancs de la zona.
Els nens de les tribus terminades lluitaven per romandre a l'escola, i els que ho van fer van ser exclosos dels programes que paguen per l'educació superior ameríndia. El 1970 la BIA va començar a fer donacions anuals per a donar beques als amerindis a la universitat. Això va ajudar a les tribus no terminades, però als individus de les tribus terminades no se'ls va permetre sol·licitar aquests fons. Com a resultat, els que van tenir èxit i van aconseguir graduar-se a l'escola secundària tenien problemes per anar a la universitat perquè no podien demanar l'ajut de la beca.

### Salut
L'Indian Health Service proporcionava serveis sanitaris a moltes tribus índies, però un cop que era terminada una tribu va perdre la seva elegibilitat. Moltes tribus ja no tenien fàcil accés als hospitals i no tenien mitjans per obtenir atenció mèdica. Per exemple, els menominee no tenien hospitals o clíniques tribals. L'hospital tribal a Keshena va haver de tancar a causa que no complia amb els estàndards de l'estat, i la falta de fons disponibles va impedir al comtat de fer millores. Juntament amb l'hospital, la clínica tribal també va ser tancada després que va ocórrer la terminació. Quan hi va haver una epidèmia de tuberculosi el 25 per cent dels membres de la tribu van ser afectats, sense la possibilitat d'obtenir tractament perquè ja no tenien hospital o clínica. Els nivells de salut dels amerindis van caure molt per sota dels dels blancs. La tribu menominee tenia tres vegades més elevada la taxa de mortalitat infantil que la resta de l'estat. La cura dental també es va veure afectada per la terminació; el noranta per cent dels nens en edat escolar de la tribu menominee els calia atenció dental, que ja no s'oferia com a servei gratuït, ja que no tenen la condició tribal. Les tribus d'Oregon Occidental que foren terminades, igual que la tribu Menominee, també va sentir els efectes de la terminació dels seus serveis d'atenció mèdica. En una enquesta de 1976 el 75 per cent dels indis a l'Oest d'Oregon van informar que necessiten atenció dental i al 30 per cent els calia ulleres. A més d'afectar els adults, les escoles també van informar que el principal problema per als nens amerindis va ser la necessitat de tractament mèdic que els seus pares no es podien permetre.
Molts indis foren reubicats fora de les reserves durant la terminació i tampoc tenien accés a l'atenció mèdica. Quan es van mudar se'ls va donar atenció mèdica privada durant sis mesos, però llavors no tenien cap tret ni que estiguessin a prop d'un centre d'atenció mèdica pels amerindis de la ciutat. Finalment, la Bureau of Indian Affairs no podia proporcionar serveis de salut necessaris per a les nombroses tribus que van ser terminades, i el Congrés finalment va haver de reformar la política d'atenció de salut dels amerindis. Tot i la terminació va tenir efectes devastadors en l'atenció de salut per als indígenes en general, almenys va ajudar a crear l'Indian Health Service.

### Economia
La terminació, encara que no fou l'única causa de la pobresa dels amerindis, en va tenir un efecte significatiu. La tribu menominee n'és un bon exemple; encara que l'economia de la tribu menominee mai havia florit, es va fer encara pitjor després es va donar per terminada la tribu. Abans de la terminació els ingressos menominee se centraven al voltant d'un molí que va ser construït en una filosofia de comunitat i va tractar d'utilitzar el major nombre possible d'individus. Després de la terminació la fàbrica s'executà com un negoci i la desocupació es va elevar a entre el 18 i el 28 per cent. El molí no va generar un augment de les vendes netes, però; 4.865.000 $ en 1973 comparades als 1.660.700 $ en 1961. Tot i l'augment de les vendes la pèrdua neta de la planta també va ser molt més gran en 1973 (709.000 $ en comparació amb només una pèrdua neta de 108.700 $ en 1961) això va ser en gran part a causa dels impostos de propietat de la fàbrica que van passar de 164.000 $ en 1961 a 607.300 $ en 1973. Sense noves indústries i amb la introducció dels nous impostos, el 80 per cent de la població tribal va caure per sota del llindar de pobresa. En la dècada de 1960 es van veure obligats a vendre les seves terres ancestrals i van passar de tenir 10 milions $ en una reserva federal a ser considerats una "butxaca de pobresa". Les despeses del benestar dins del comtat també es van incrementar durant el període de terminació. El 1963 es va donar als membres de la tribu un total de 49.723 $ per al benestar, però pel 1968 la quantitat gairebé s'havia duplicat. A mesura que continuava la terminació les lluites només van empitjorar per a la tribu.
Com que la terminació va continuar les taxes d'atur van continuar augmentant. La tribu menominee tenia 800 individus a la tribu i 220 persones que estaven a l'atur el juny de 1968. Pel juny de 1973, just abans que es va posar fi a la política de terminació, la tribu tenia gairebé una taxa d'atur del 40 per cent, amb només 660 individus a la tribu i 260 individus que estaven aturats.
Els indis menominee experimentaren altes taxes de pobresa des del primer moment de la terminació, a diferència de la tribu klamath que va ser capaç d'escapar de la pobresa per un breu període. La tribu klamath portava anys vivint de la fusta i els ingressos per l'arrendament de les terres tribals. Quan es va produir la terminació les terres tribals es va vendre i la major part de la tribu klamath es considerava per sobre del llindar de la pobresa, ja que cada membre de la tribu va guanyar 40.000 dòlars per la venda. Mentre que havien sortit de la pobresa breument, la seva economia encara patia la terminació. La majoria de les famílies ràpidament van gastar els diners obtinguts de la venda inicial de terres i es van veure obligats a vendre més terra per obtenir aliments per a les famílies. Després d'uns pocs anys, la tribu klamath estava en la mateixa situació que moltes altres tribus que van ser terminades.

## Recuperació del reconeixement federal
De les més de cent tribus terminades durant aquesta època, unes pocs van ser capaces de recuperar el seu reconeixement federal. Les tribus ho han aconseguit a través de batalles judicials llargues, que per a algunes tribus van prendre dècades i gastaren grans quantitats de diners.
Líders tribals com Ada Deer i James White dels menominee jugaren un paper clau en aconseguir que els seus casos fossin coneguts pel Congrés dels Estats Units a través del procés polític, i pel Tribunal Suprem en judicis i apel·lacions. Les tribus reberen molta publicitat mitjançant la creació de grups de resistència. Aquestes dues van protestar públicament la política de terminació, i van plantejar batalles polítiques i judicials a Washington per a la restauració de la sobirania tribal o altres objectius. Les tribus que van ser terminades però que van recuperar la seva condició d'Estats sobirans són els catawbes, ko-kwel, klamaths i menominee. Altres tribus, com els choctaw van ser capaços de retardar la terminació el temps suficient perquè es cancel·lés abans de la seva implementació. Els lumbee havien estat reconeguts com a tribu ameríndia per part de l'Estat de Carolina del Nord des de 1885. En 1956 el Congrés dels Estats Units també va reconèixer els lumbee com una tribu ameríndia, però els va negar els beneficis amerindis federals. La Llei Lumbee 1956 va bloquejar la Bureau of Indian Affairs de reconèixer plenament els lumbee i retenir tots els beneficis del reconeixement federal de la tribu. Actualment s'està treballant per aprovar una llei federal que els atorgarà un reconeixement ple.

### Menominees
La tribu menominee de Wisconsin va ser una de les primeres tribus proposades per a la terminació. Els observadors creien que no necessitaven els serveis governamentals a causa del valor de la seva producció de fusta. El Congrés va aprovar la llei "terminant" els menominee el 1954, però no va ser fins al 30 d'abril de 1961, que ho foren oficialment.
Inicialment els menominee no cooperaren amb la nova política. Havien guanyat recentment una demanda contra el govern per la mala gestió de les empreses forestals i el senador Watkins els amenaçà amb retenir la liquidació de 8.500.000 dòlars si els menominee no acceptaven la terminació. Anteriorment la tribu havia estat capaç de mantenir-se a si mateixa i finançar la majoria dels programes socials amb els ingressos generats per la indústria de la fusta i serradora. La seva situació econòmica, però, era precària, ja que només tenien aquest recurs.
Després que fossin terminats, la terra que tenien en comú i els diners van ser transferits a la corporació Menominee Enterprises, Inc (MEI), i la zona geogràfica de la reserva va ser admesa a l'estat com a nou comtat. El comtat de Menominee aviat es va convertir en el comtat més pobre de l'estat. El fons de la MEI es van esgotar ràpidament. La preocupació per la corrupció dins de la MEI, incloent la venda d'antigues terres tribals, va portar als membres de la comunitat, com ara Ada Deer i James White, a formar un grup anomenat Determination of Rights and Unity for Menominee Stockholders (DRUMS) el 1970.
Van lluitar per recuperar el control de la MEI i a finals de 1972 controlaven la corporació. Els activistes van treballar per restaurar el govern tribal menominee i recuperar la sobirania. El seu èxit es reflecteix en la Llei de Restauració Menominee, signada pel president Richard Nixon el 1973. Amb l'ajuda del Comitè de Restauració Menominee (MCR), la reserva es va reformar en 1975, es va aprovar un constitució tribal el 1976 i es va escollir un nou govern de la tribu el 1979.

### Klamaths
Durant la dècada del 1950 la tribu Klamath era una de les tribus més fortes i més riques de la nació. Havien creat una economia vigorosa basada en els recursos fustaners i el bestiar importat, que gairebé ocupava tota la tribu. La tribu Klamath no era una càrrega per als contribuents d'Oregon, i va ser l'única tribu al país en pagar la seva part de les despeses administratives de la BIA. Els Klamath va ser terminats l'any 1961 com a resultat de la pressió constant del senador Arthur Watkins.
Dins la tribu la terminació havia estat recolzada per uns pocs lleials al senador Watkins. Després d'haver estat terminada, la tribu va perdre els serveis d'educació, salut, habitatge i recursos relacionats. La terminació va causar directament la decadència de la tribu amb pobresa, alcoholisme, altes taxes de suïcidi, baix rendiment escolar, desintegració de la família, manca d'habitatge, altes taxes d'abandonament escolar, un nombre desproporcionat a les institucions penals, augment de la mortalitat infantil, disminució de l'esperança de vida, i més. Però a través del lideratge i la visió klamath i l'ajuda d'uns pocs líders del Congrés es va aprovar la Llei de Restauració Klamath el 1986, restablint els klamath com a estat sobirà.

### Catawbes
Després de la terminació en 1959, la nació dels catawbes a Carolina del Sud estava decidida a lluitar per recuperar el reconeixement federal. El 1973 els catawba presentaren la seva petició davant el Congrés dels Estats Units per al reconeixement federal. No va ser fins 20 anys més tard, el 20 de novembre de 1993, quan la reclamació de terres a l'estat de Carolina del Sud i el govern federal finalment va arribar a la seva fi.
Basat en la Tractat de Nations Ford de 1840, els catawba van acordar renunciar a les reclamacions sobre terres preses per l'estat de Carolina del Sud. A canvi, la Nació Índia Catawba va obtenir el reconeixement federal i 50 milions de dòlars per al desenvolupament econòmic, l'educació, els serveis socials, i la compra de catawbes.

### Coquilles
La tribu índia Coquille d'Oregon fou terminada en 1954. Trenta anys més tard, els coquille van recuperar el seu estatut federal el 28 de juny de 1989, mercè la Public Law 101-42. La Llei de Restauració Coquille reconeixia la sobirania de la tribu. També reconeixia l'autoritat del govern tribal per gestionar i administrar la jurisdicció política i legal sobre les seves terres, empreses i membres de la comunitat.

### Choctaws
La tribu choctaw era un dels membres de les Cinc Tribus Civilitzades del sud-est d'Amèrica; foren traslladats a Territori Indi en la dècada de 1830. Durant la major part del segle XX els choctaw havien treballat per assimilar-se a la cultura majoritària. A finals de 1950 la terminació va ser recolzada pel cap Choctaw Harry J. W. Belvin. Després d'onze anys com a cap choctaw Belvin va persuadir al congressista Carl Albert d'Oklahoma d'introduir una legislació federal per començar terminar la tribu choctaw.
El 1959 el Congrés va votar un projecte de llei per terminar la tribu, que més tard es va anomenar llei Belvin ja que en va ser el principal impulsor. Belvin va crear un suport aclaparador a la terminació dels membres de la tribu a través de la seva promoció del projecte de llei, que descrivia el procés i els resultats esperats. Membres de la tribu entrevistats posteriorment van dir que Belvin mai va usar la paraula "terminació" del que estava descrivint, i moltes persones no eren conscients que estava proposant la .
El poble choctaw d'Oklahoma havia vist el que podia fer la terminació de les tribus, ja que van ser testimonis del procés amb quatre tribus en l'estat: wyandot, peoria, ottawa i modoc. El 1969, deu anys després de l'aprovació del projecte de terminació choctaw i un any abans dels choctaw fossin terminats, es va córrer la veu per tota la tribu que la llei de Belvin era un projecte de llei de terminació. La indignació pel projecte de llei genera un sentiment de traïció, i els activistes tribals van formar grups de resistència d'oposició a la terminació. Grups com el Moviment Juvenil Choctaw a la fi de 1960 es van enfrontar políticament contra de la llei de la terminació. Van ajudar a crear un nou sentit d'orgull tribal, especialment entre les generacions més joves. La seva protesta va retardar la terminació; el Congrés finalment va derogar la llei el 24 d'agost de 1970.

## Nadius d'Alaska
Com que Alaska encara no havia estat admesa com a Estat, els temes amerindis hi van jugar de manera diferent. El descobriment de petroli a les regions de la península de Kenai i Cook Inlet en 1957 i al llarg del North Slope el 1968 van portar el tema de la propietat de la terra nativa a l'avantguarda d'un conflicte al voltant de la selecció de les terres de l'Estat.
El 1936 la Llei de Reorganització Índia (IRA) es va ampliar per incloure als nadius d'Alaska. Com que Alaska no es va convertir en un estat fins a l'any 1959, es van aprovar una llei de terminació dels natius d'Alaska el 1953. El fervor per la terminació es va esvair abans que els natius d'Alaska es convertissin en subjectes de la discussió. Els natius d'Alaska van presentar ràpidament reclams de terres al Departament de l'Interior dels Estats Units com s'acostaven la seleccions de terres de l'Estat i la condició d'Estat.
El secretari de l'Interior Stewart Udall va donar suport als natius. En 1966 es va decidir la congelació en les seleccions de terres estatals. El 1969 es va emetre el Deep Freeze, que va declarar el noranta per cent de l'estat fora de l'abast de qualsevol forma de transferència de terres federals. Un dels principals òrgans encarregats de la representació dels interessos dels nadius d'Alaska és la Federació de Natius d'Alaska. De 1966 a 1971 aquest grup va pressionar perquè una llei de reclamacions de terres justa, el que va donar lloc a la Llei de reclamacions dels natius d'Alaska (ANCSA). L'ANCSA va ser pensada tant per proporcionar a l'estat terra promesa amb l'obtenció de la condició d'Estat i als nadius amb parcel·les d'uns 160.000 km² (40 milions d'acres).
Aquesta llei (43 U.S.C. § 1617) fou signada pel president Richard Nixon el 18 de desembre de 1971. Va revocar anteriors reivindicacions de terres formulades pels nadius d'Alaska. Al principi la legislació va dividir la terra en dotze corporacions regionals (se sumaria més tard una tretzena per als nadius que vivien fora de l'estat) i 220 corporacions locals. Els ciutadans dels Estats Units amb un quàntum de sang d'un quart (equivalent a un avi) o més de natius d'Alaska (amerindis, inuits o aleuts) vius quan es va aprovar la Llei es consideren natius americans i foren qualificats per participar en la recepció de dividends de la producció de petroli. Els nadius es podien registrar al seu poble o, si han optat per no inscriure's en el seu poble, també podrien convertir-se en accionistes "en gran" de la corporació regional. (Nota: Als tsimshian de la Reserva Annette Island de Metlakatla els havien concedit una reserva del Congrés després d'emigrar des del Canadà, quan estaven exempts de l'ANCSA.)
Cada membre registrat de les viles corporacions va rebre 100 accions en la corporació. Es va concedir a les corporacions 180.000 km² (44 milions d'acres) de terra base, un 12 per cent de l'estat d'Alaska. Endemés van rebre 962,5 milions de dòlars dels governs estatal i federal que serà distribuït en 11 anys. Els primers cinc anys un 10 per cent dels diners rebuts anaren als accionistes de la companyia, i el 45 per cent a cadascuna de les corporacions regionals i locals. Després, la meitat dels diners es va distribuir a les corporacions regionals i la meitat a les corporacions locals i accionistes "en gran" sobre una base per capita.

### Resposta i efectes
La concessió de la terra va tenir un cost. Els títols ancestrals de la terra i els drets de caça i pesca aborígens es van extingir per l'acte a canvi de títol de ple domini dels terrenys i subsidis monetaris per a les corporacions natives. Certs drets aborígens, entre ells la subsistència i l'atenció mèdica estaven protegits en virtut d'altres lleis, incloent la Llei de Nelson de 1905, la Llei de Snyder de 1921, la Llei d'Institucions de Salut de 1957, la Llei de Protecció de Mamífers Marins, la Llei de Protecció del Medi Ambient, la Llei d'Autodeterminació Índia de 1975 i la Llei de Millora de la Cura de la Salut Índia de 1976. A més, la Llei de Conservació de Terres d'Interès Nacional d'Alaska (ANILCA) protegia uns 400.000 km² de terres federals d'Alaska i l'estil de vida de subsistència dels nadius d'Alaska. Aquesta llei, aprovada el 1980, va duplicar la mida del sistema de parcs nacionals i de refugi al país. Es va crear 10 nous parcs nacionals i augmentaren la zona de les tres unitats existents. En promulgar aquesta llei el govern va protegir efectivament la terra per als nadius d'Alaska que seguissin una vida de subsistència. Aquestes lleis indiquen que el govern no distingí entre nacions tribals i natius d'Alaska.
Un aspecte negatiu de l'ANCSA era que qualsevol nen nascut després de l'aprovació de l'ANCSA no podia rebre cap acció en virtut de la llei, però podrien convertir-se en accionistes per herència. Les accions també podrien ser heretades pels no nadius, posant als nadius en una posició difícil en tractar de mantenir el control natiu de les corporacions. Les accions també podrien ser venudes després d'un període de 20 anys. La sobirania es va extingir amb l'ANCSA i tots els drets aborígens estaven subjectes a la llei estatal. Les corporacions vila posseïen només la superfície de la terra seleccionada. Els minerals, situats sota la superfície, pertanyien a les corporacions regionals.

## Rebuig

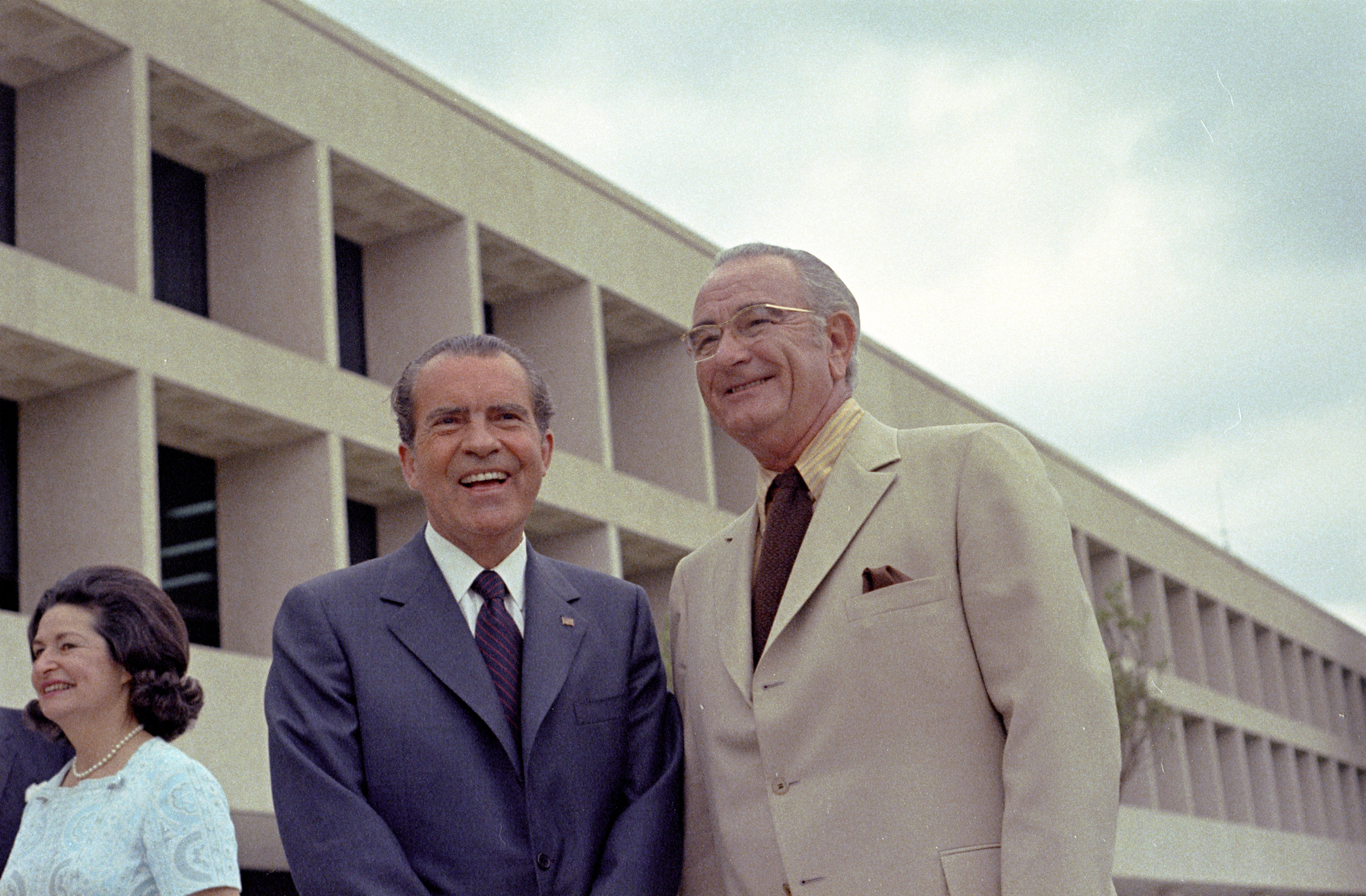
Els presidents Lyndon B. Johnson i Richard Nixon afavoriren l'autodeterminació en comptes de la terminació.

A principis de la dècada de 1960 alguns líders federals van començar oposant-se a l'execució de més mesures de terminació, encara que l'administració del president John F. Kennedy va fer supervisar algunes de les últimes terminacions. La terminació final, la de la tribu Ponca de Nebraska, es va iniciar legalment el 1962 -després que Kennedy va signar l'ordre, a instàncies del Secretari de l'Interior Stewart Udall- i va culminar el 1966. Els presidents Lyndon B. Johnson i Richard Nixon van decidir encoratjar l'autodeterminació ameríndia en lloc de la terminació.
| «                                                                                   | La terminació forçada és un error, al meu parer, per una sèrie de raons. En primer lloc, les premisses sobre les que es recolza són equivocades .... La segona raó per rebutjar la terminació forçada és que els resultats pràctics han estat clarament perjudicials en els pocs casos en què la terminació s'ha provat en realitat .... El tercer argument que jo tindria contra la terminació forçada es refereix a l'efecte que ha tingut sobre la immensa majoria de les tribus que encara gaudeixen d'una relació especial amb el govern federal .... Les recomanacions d'aquesta administració representen un avanç històric en la política ameríndia. Estem proposant trencar radicalment amb anteriors estratègies dels problemes amerindis. | » |
| — - President Richard Nixon, missatge especial en Afers Indis, 8 de juliol de 1970. | |   |

Algunes tribus van resistir la política mitjançant la presentació de demandes juducials civils. Els litigis es va perllongar fins a 1980, quan l'assumpte va arribar fins a la Cort Suprema. La Decisió Boldt de 1974 va ser confirmada el 1980 per reconèixer aquells drets dels tractats que s'havien perdut.
Amb els problemes que sorgiren en la dècada de 1960 es van formar diverses organitzacions, com l'American Indian Movement (AIM) i altres organitzacions que van ajudar a protegir els drets dels indígenes i les seves terres. En 1975 el Congrés havia rebutjat implícitament la política de terminació passant la Llei d'autodeterminació indígena i d'Assistència a l'Educació, el que va augmentar el control tribal sobre les reserves i les ajudà amb fons per construir escoles més properes a les reserves. El 24 de gener de 1983 el president Ronald Reagan va emetre una declaració de política índia americana que va repudiar explícitament la política de terminació.